# Куп Мађарске у фудбалу 1990/91.
Куп Мађарске у фудбалу 1990/91. (мађ. 1990–1991-as magyar labdarúgókupa) је било 51. издање серије, на којој је екипа ФК Ференцвароша тријумфовала по 15. пут.

## Четвртфинале[3]
Четвртфиналне утакмице су игране по систему једна утакмица код куће и друга у гостима. 
| Тим #1            | Резултат             | Тим #2           |
| ----------------- | -------------------- | ---------------- |
| април 1991.       |                      |                  |
| Вац Изо           | 3 : 3 (1 : 1, 2 : 2) | ФК Бањас Дорог   |
| 1991.             |                      |                  |
| Пакш Атомереми    | 1 : 0 (0 : 0, 1 : 0) | ФК Диошђер ВТК   |
| 1991.             |                      |                  |
| Ракошпалота волан | 1 : 5 (0 : 3, 1 : 2) | ФК Ференцварош   |
| 1991.             |                      |                  |
| ФК Татабања       | 2 : 4 (1 : 2, 1 : 2) | ФК Казинцбарцика |

## Полуфинале
Полуфиналне утакмице су игране по систему једна утакмица код куће и друга у гостима.
| Тим #1           | Резултат              | Тим #2         |
| ---------------- | --------------------- | -------------- |
| 1991.            |                       |                |
| ФК Ференцварош   | 5 : 3 (4 : 1, 1 : 2 ) | Пакш Атомереми |
| 1991.            |                       |                |
| ФК Казинцбарцика | 0 : 1 (0 : 1, 0 : 0)  | Вац Изо        |

## Финале
| ФК Ференцварош  | 1 : 0    | Вац Изо |
| --------------- | -------- | ------- |
| Насер Буиче 27’ | Извештај |         |